# Asonga TV
Asonga Televisión o Asonga TV és el nom que rep una de les cadenes de televisió del país africà de Guinea Equatorial. Té la seu a Malabo, la capital situada al nord de l'illa de Bioko (Província de Bioko nord).

## Descripció
Es tracta de l'únic canal de propietat no estatal que funciona en aquesta nació africana, encara que és privat en la pràctica està vinculat al govern puix que el seu fundador és el vicepresident Segon Encarregat de la Defensa i Seguretat de l'Estat Teodoro Nguema Obiang Mangue, fill del president de Guinea Equatorial Teodoro Obiang, pel que els programes solen seguir la línia editorial de l'estat ecuatoguineà.
Els seus principals programes són informatius, però també emet programació cultural, política, esportiva, musical, etc. La major part de les seves emissions es fan en castellà, però alguns programes són emesos en fang i altres en francès que també és una llengua oficial però minoritària promoguda pel govern.
Des de 2014 el seu senyal pot ser rebuda per internet des de qualsevol lloc del món. En 2015 els seus informatiuos foren objecte d'una polèmica internacional en criticar durament als reis i al Govern d'Espanya després que TVE (Televisió Espanyola) emetés un documental anomenat La paradoja de la abundancia criticant al govern d'aquest estat africà.